# Editorial URSS
Editorial URSS (russisch Издательская группа URSS) ist eine russische wissenschaftliche Verlagsgruppe mit Sitz in Moskau. Die 1995 gegründete Verlagsgruppe veröffentlichte seither über 4.000 Titel auf Russisch, Spanisch und Englisch.